# Џонатан Крик
Џонатан Крик (енгл. Jonathan Creek) је британска мистериозна криминалистичка драма коју је произвео Би-Би-Си, а написао Давид Ренвик. У филму глуми Алан Дејвис који ради као креативни саветник сценског мађионичара, док истовремено решава наизглед натприродне мистерије својим талентом за логичку дедукцију и разумевањем илузија.

## Продукција
Серија је редовно емитована од 1997. до 2004. године. Приказане су четири сезоне и два божићна специјала. Пета сезона, емитована 28. фебруара, 7. и 14. марта 2014. године у 21:00, у петак, садржала је три епизоде. Објављено је. 4. марта 2016. године, да ће серија имати још један 90-минутни једнократни специјал, а да ће снимање почети у току лета. Ова нова 90-минутна специјална емисија емитована је 28. децембра 2016. године.
Серија је постигла велики успех и освојила је БАФТА награду, за најбољу драмску серију 1998. године.
Прве две сезоне су емитоване у САД на Пи-Би-Ес-у, док је остатак емитован на Би-Би-Си-у Америци.

## Идеја
Давид Ренвик је хтео да напише детективску серију која се бави стварним радом на откривању, а не деловању, на шта се чинило да се већина драма тада фокусирало. Такође, иако се већина серија односила на то ко је учинио злочин и зашто је учињен, у овој серији ће се причати о томе како се он ради (као што су убиства у закључаним собама, а особа је на два места одједном или немогуће крађе, проналажење кривца..). Нагласак би био на откривању начина на који је злочин почињен.
Магија је била важан део серије која је често показивала како се трикови изводе.
Серија прати однос између Крика и његове сараднице Меди Магелан, писца који често користи непоштена средства да би разоткрио неосноване осуде. То би била углавном платонска љубав, мада се некада зближавају и слажу се да се то више никада не сме поновити. (Раније је Ренвик планирао да Меди треба бити Крикова маћеха, а он ће истраживати злочине у знак сећања на његовог убијеног оца. Међутим, одлучио је да осветнички син превише подсећа на Бетмена и у серији Крикови родитељи се помињу као да су се преселили у Америку).

## Улоге
| Улога           | Глумац           | Сезоне             | Сезоне              | Сезоне       | Сезоне                   | Сезоне       | Сезоне                     | Сезоне                | Сезоне             | Сезоне       |  |
| Улога           | Глумац           | Прва сезона (1997) | Друга сезона (1998) | Божић (1998) | Трећа сезона (1999−2000) | Божић (2001) | Четврта сезона (2003−2004) | Специјали (2009−2013) | Пета сезона (2014) | Божић (2016) |  |
| Главне          | Главне           | Главне             | Главне              | Главне       | Главне                   | Главне       | Главне                     | Главне                | Главне             | Главне       |  |
| --------------- | ---------------- | ------------------ | ------------------- | ------------ | ------------------------ | ------------ | -------------------------- | --------------------- | ------------------ | ------------ |  |
| Џонатан Крик    | Алан Дејвис      | Главна             | Главна              | Главна       | Главна                   | Главна       | Главна                     | Главна                | Главна             | Главна       |  |
| Меди Магелан    | Каролина Квентин | Главна             | Главна              | Главна       | Главна                   | Фотограф     | Помиње се                  | Помиње се             |                    |              |  |
| Карла Борего    | Јулија Савалха   |                    |                     |              |                          | Главна       | Главна                     | Помиње се             |                    |              |  |
| Џои Рос         | Шеридан Смит     |                    |                     |              |                          |              |                            | Главна                |                    |              |  |
| Поли Крик       | Сара Александер  |                    |                     |              |                          |              |                            | Гост                  | Главна             | Главна       |  |
| Споредне        |                  |                    |                     |              |                          |              |                            |                       |                    |              |  |
| Бари Опер       | Џефри Макгиверн  | Повратна           | Повратна            |              |                          |              |                            |                       |                    |              |  |
| Адам Клаус      | Стјуарт Милиган  | Гост               | Повратна            | Повратна     | Повратна                 | Повратна     | Повратна                   | Гост                  |                    | Помиње се    |  |
| Гиддеон Прајк   | Рик Мајал        |                    |                     | Гост         |                          |              |                            | Гост                  |                    |              |  |
| Кени Старкис    | Бил Бејли        |                    |                     |              |                          | Гост         | Гост                       |                       |                    |              |  |
| Брендан Бакстер | Аде Едмондсон    |                    |                     |              |                          |              | Повратна                   |                       |                    |              |  |
| Хорас Грили     | Џон Берд         |                    |                     |              |                          |              |                            |                       | Повратна           |              |  |

## Радња
Серија прати Џонатана Крика (у прве три сезоне) и Меди Магелан, одлучне истраживачке новинаре који заједно раде на решавању злочина који други нису успели да реше.
Крик је живео у ветрењачи, у Западном Сасексу. Његово размишљање обично, ако не и одмах, доводи до откривања злочина.
Магелан је уверљив лажљивац за који се чини да нема проблема да се ушуња на место злочина, а Клаус је безосећајан женскарош.
Серија обично прати „немогуће злочине“, на пример, злочин почињен у затвору из којег ниједан злочинац није могао да побегне („мистерија закључане собе“), паранормалне крађе и убиства. Крик решава ове случајеве користећи своје знање о заблудама и илузији. Без обзира колико фантастично изгледао злочин у почетку, он увек проналази рационално објашњење, дајући лику пролазну сличност са сценским мађионичарем који је постао паранормални истражитељ Џејмс Ранди.

## Сезоне
| Сезона | Сезона              | Број епизода | Прва епизода       | Последња епизода   | ДВД               | Гледаност     |
| ------ | ------------------- | ------------ | ------------------ | ------------------ | ----------------- | ------------- |
|        | 1                   | 5            | 10. мај 1997.      | 7. јун 1997.       | 16. фебруар 2004. | 8.43 милиона  |
|        | 2                   | 6            | 24. јануар 1998.   | 28. фебруар 1998.  | 16. фебруар 2004. | 9.70 милиона  |
|        | Божић 1998          | 1            | 24. децембар 1998. | 24. децембар 1998. | 2. август 2004.   | 9.86 милиона  |
|        | 3                   | 6            | 27. новембар 1999. | 2. јануар 2000.    | 2. август 2004.   | 10.69 милиона |
|        | Божић 2001          | 1            | 26. децембар 2001. | 26. децембар 2001. | 2. август 2004.   | 7.64 милиона  |
|        | 4                   | 6            | 1. март 2003.      | 28. фебруар 2004.  | 2. август 2004.   | 8.97 милиона  |
|        | Специјали 2009-2013 | 3            | 1. јануар 2009.    | 1. април 2013.     | 2009-2013         | 8.43 милиона  |
|        | 5                   | 3            | 28. фебруар 2014.  | 14. март 2014.     | 17. март 2014.    | 7.36 милиона  |
|        | Божић 2016          | 1            | 28. децембар 2016. | 28. децембар 2016. | 6. фебруар 2017.  | 7.28 милиона  |

## Награде
| Година | Награда                          | Категорија                          | Резултат |
| ------ | -------------------------------- | ----------------------------------- | -------- |
| 1998   | БАФТА ТВ Награда                 | Најбоља драмска серија              | Освојено |
| 1998   | БАФТА ТВ Награда                 | Најбољи дизајн                      | Додељено |
| 1998   | БАФТА ТВ Награда                 | Најбољи звук                        | Додељено |
| 1998   | БАФТА ТВ Награда                 | Награда за аутора                   | Освојено |
| 1998   | Националне награде за телевизију | Најпопуларнија драмска серија       | Освојено |
| 1998   | Националне награде за телевизију | Најпопуларнији глумац - Алан Дејвис | Додељено |
| 1999   | БАФТА ТВ Награда                 | Најбоља драмска серија              | Додељено |
| 1999   | Награда за комедију              | Најбоља драмска комедија            | Додељено |
| 1999   | Телевизијска награда             | Најбоља драмска серија              | Освојено |
| 2004   | Награда за комедију              | Најбоља драмска комедија            | Додељено |

## Домаћи медији

### Региони 2 (Велика Британија) и 4 (Аустралија)
| ДВД                                                          | Датум              |
| ------------------------------------------------------------ | ------------------ |
| Прва и друга сезона                                          | 16. фебруар 2004.  |
| Трећа и четврта сезона и Божићни специјал                    | 2. август 2004.    |
| Комплет прва-четврта сезона и Божићни специјал (златне боје) | 29. новембар 2004. |
| Комплет прва-четврта сезона и Божићни специјал (плаве боје)  | 4. октобар 2010.   |
| Пета сезона                                                  | 17. март 2014.     |
| Комплетна колекција (Прва-пета сезона + шест специјала)      | 6. фебруар 2017.   |

- Прва сезона је објављена у Региону 1 (САД / Канада) у децембру 2006. године.
- Друга сезона је објављена у Региону 1 крајем 2007. године.
- Трећа сезона је објављена у Региону 1 20. јануара 2009. године.
- Четврта сезона је објављена у Региону 1 19. јануара 2010. године.
- Специјали су емитовани у Региону 1 19. октобра 2010. године.